# Yongquanzhuang
Yongquanzhuang (kinesiska: 涌泉庄, 涌泉庄乡) är en socken i Kina. Den ligger i provinsen Hebei, i den norra delen av landet, omkring 160 kilometer väster om huvudstaden Peking. Antalet invånare är 22 274. Befolkningen består av 10 329 kvinnor och 11 945 män. Barn under 15 år utgör 19,0 %, vuxna 15-64 år 70 %, och äldre över 65 år 9,0 %.
Genomsnittlig årsnederbörd är 643 millimeter. Den regnigaste månaden är juli, med i genomsnitt 155 mm nederbörd, och den torraste är januari, med 2 mm nederbörd.